# Dodecano-1,4-lacton
Dodecano-1,4-lacton (auch Dodecan-1,4-olid oder γ-Dodecanolacton) ist eine organische Verbindung aus der Gruppe der Lactone.

## Vorkommen

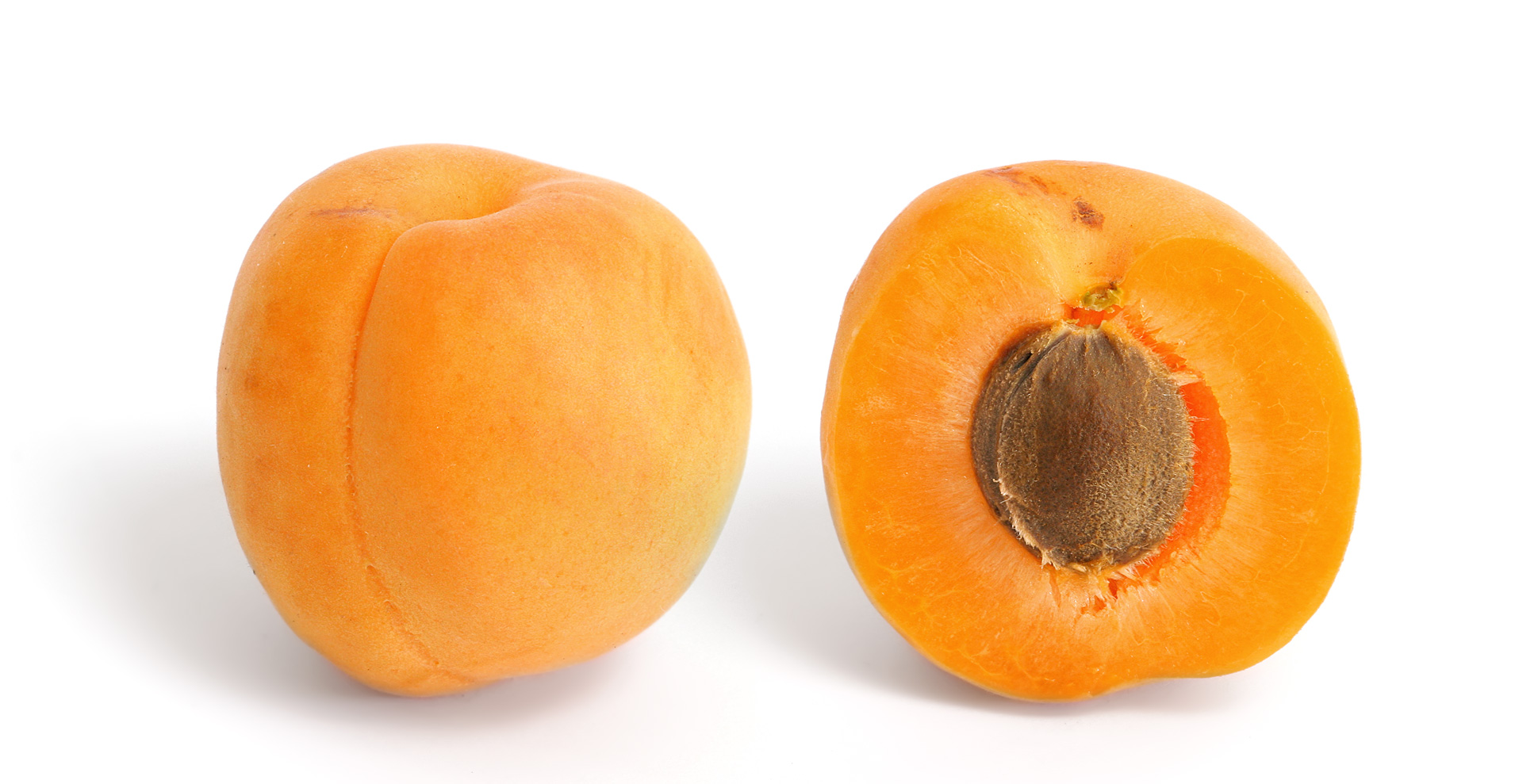
Aprikosen

Dodecano-1,4-lacton kommt in Aprikosen vor. In einer Studie an verschiedenen Aprikosensorten wurden Gehalte von unter 1 % bis über 10 % festgestellt, dabei lag der Anteil an (R)-Isomer immer deutlich über 90 %, meist war die Verbindung sogar fast enantiomerenrein. Es ist neben Decano-1,4-lacton eine wichtige Aromaverbindung in Whisky. Dodecano-1,4-lacton kommt auch in Milchprodukten wie Milch, Schlagsahne, Butter und Käse vor, wobei es meist zu über 80 % als (R)-Enantiomer vorliegt. Die Verbindung ist auch im Verteidigungssekret von Kurzflüglern enthalten.

## Darstellung
Durch Reaktion von Decanal mit Malonsäure in Xylol mit einer katalytischen Menge Piperidiniumacetat kann 3-Dodecensäure hergestellt werden. Diese kann durch para-Toluolsulfonsäure zu Dodecano-1,4-lacton cyclisiert werden. Ein alternativer Katalysator für die Cyclisierung ist Phosphorsäure mit einer geringen Menge Perchlorsäure. Es kann außerdem aus 1-Decen durch Umsetzung mit Mangan(III)-acetat-Monohydrat hergestellt werden. Letzteres kann durch Oxidation von Mangan(II)-acetat-Tetrahydrat durch Oxidation mit Kaliumpermanganat und anschließende Dehydratisierung mit Acetanhydrid hergestellt werden. Eine photokatalytische Synthese von Dodecano-1,4-lacton geht von Iodessigsäure und 1-Decen aus und nutzt einen Ruthenium / Bipyridin-Katalysator in Methanol / Acetonitril.

## Verwendung
Dodecano-1,4-lacton wird weltweit in der Größenordnung von 10 bis 100 Tonnen pro Jahr als Duftstoff verwendet. Es ist in der EU unter der FL-Nummer 10.019 als Aromastoff für Lebensmittel zugelassen.